# 21 км (зупинний пункт, Криворізька дирекція Придніпровської залізниці)
21 кіломе́тр — пасажирський залізничний зупинний пункт Криворізької дирекції Придніпровської залізниці на електрифікованій лінії Кривий Ріг-Головний — Апостолове між станціями Радушна (6 км) та Апостолове (17 км). Розташований поблизу каналу Дніпро — Кривий Ріг, неподалік села Вільне Криворізького району Дніпропетровської області.

## Пасажирське сполучення
Через зупинний пункт 21 км прямують приміські електропоїзди Криворізького та Нікопольського напрямків, проте не зупиняються. Посадка/висадка пасажирів здійснюється на найближчій станції Ратушна або зупинному пункті Нива Трудова.